# Marina Angelović
Marina Angelović (15 de noviembre de 1954) es una deportista yugoslava que compitió en judo. Ganó dos medallas en el Campeonato Europeo de Judo en los años 1976 y 1980.

## Palmarés internacional
| Campeonato Europeo | Campeonato Europeo | Campeonato Europeo | Campeonato Europeo |
| Año                | Lugar              | Medalla            | Categoría          |
| ------------------ | ------------------ | ------------------ | ------------------ |
| 1976               | Viena (Austria)    | Medalla de plata   | –61 kg             |
| 1980               | Údine (Italia)     | Medalla de bronce  | –61 kg             |